# Lorraine Coghlan
Pour les articles homonymes, voir Coghlan et Robinson.
Lorraine Coghlan épouse Robinson puis Green (née le 23 septembre 1937 à Warrnambool) est une joueuse de tennis australienne des années 1950 et 1960.
En 1958, elle a atteint la finale des Internationaux d'Australie, battue par Angela Mortimer.
Elle a aussi été finaliste en double dames à quatre reprises (1958, 1959, 1960, 1967).